# Andabat

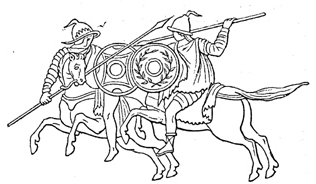
Andabatae din Meyers Konversationslexikon 1888

Andabat (latină: Andabata) era un gladiator a cărui cască nu avea deschizături pentru ochi. Din această cauză ei luptau orbește spre deliciul publicului. 